# Séamus Coleman
Séamus Coleman (ur. 11 października 1988 w Killybegs) – irlandzki piłkarz, występujący na pozycji obrońcy w angielskim klubie Everton oraz jako kapitan reprezentacji Irlandii. Uczestnik Mistrzostw Europy 2016.

## Kariera klubowa
Coleman rozpoczął swoją karierę w irlandzkim Sligo Rovers. Podczas gry dla tego zespołu testowany był w takich klubach jak Birmingham City i Burnley, ostatecznie jednak w lipcu 2009 roku za kwotę 150 tysięcy funtów trafił do Evertonu. Przed sezonem 2009/10 Coleman musiał poddać się zabiegowi z powodu zakażenia pęcherza, które zagrażało jego karierze. W październiku 2009 roku zadebiutował w przegranym 0:5 spotkaniu Ligi Europy przeciwko Benfice. W tym samym miesiącu Coleman rozegrał swoje pierwsze spotkanie w Premier League, gdy w 80. minucie meczu z Boltonem Wandrers zastąpił na boisku Johna Heitingę. 19 marca 2010 roku został do końca sezonu wypożyczony do Blackpool.

## Kariera reprezentacyjna
Coleman ma za sobą występy w reprezentacji Irlandii do lat 21, w której zadebiutował w 2008 roku w spotkaniu przeciwko Szwecji. 8 lutego 2011 roku w meczu z Walii rozegrał pierwszy mecz w kadrze A. 24 marca 2017 w meczu eliminacyjnym do Mistrzostw Świata 2018 z reprezentacją Walii doznał złamania nogi w starciu z Neilem Taylorem.

## Statystyki kariery
(aktualne na koniec sezonu 2022/2023)
| Klub               | Sezon              | Liga               | Liga  | Liga   | Puchar Anglii | Puchar Anglii | Puchar Ligi Angielskiej | Puchar Ligi Angielskiej | Europa | Europa | Inne  | Inne   | Suma  | Suma   |
| Klub               | Sezon              | Liga               | Mecze | Bramki | Mecze         | Bramki        | Mecze                   | Bramki                  | Mecze  | Bramki | Mecze | Bramki | Mecze | Bramki |
| ------------------ | ------------------ | ------------------ | ----- | ------ | ------------- | ------------- | ----------------------- | ----------------------- | ------ | ------ | ----- | ------ | ----- | ------ |
| Everton            | 2009/10            | Premier League     | 3     | 0      | 1             | 0             | 0                       | 0                       | 3      | 0      | –     | –      | 7     | 0      |
| Blackpool (wyp.)   | 2009/10            | Championship       | 9     | 1      | 0             | 0             | 0                       | 0                       | –      | –      | 3     | 0      | 12    | 1      |
| Everton            | 2010/11            | Premier League     | 34    | 4      | 4             | 1             | 2                       | 1                       | –      | –      | –     | –      | 40    | 6      |
| Everton            | 2011/12            | Premier League     | 18    | 0      | 4             | 0             | 2                       | 0                       | –      | –      | –     | –      | 24    | 0      |
| Everton            | 2012/13            | Premier League     | 26    | 0      | 3             | 1             | 2                       | 0                       | –      | –      | –     | –      | 31    | 1      |
| Everton            | 2013/14            | Premier League     | 35    | 6      | 3             | 1             | 2                       | 0                       | –      | –      | –     | –      | 40    | 7      |
| Everton            | 2014/15            | Premier League     | 35    | 3      | 2             | 0             | 0                       | 0                       | 5      | 2      | –     | –      | 43    | 5      |
| Everton            | 2015/16            | Premier League     | 28    | 1      | 3             | 0             | 3                       | 0                       | 0      | 0      | –     | –      | 34    | 1      |
| Everton            | 2016/17            | Premier League     | 26    | 4      | 1             | 0             | 1                       | 0                       | 0      | 0      | –     | –      | 28    | 4      |
| Everton            | 2017/18            | Premier League     | 12    | 0      | 0             | 0             | 0                       | 0                       | 0      | 0      | –     | –      | 12    | 0      |
| Everton            | 2018/19            | Premier League     | 29    | 2      | 1             | 0             | 0                       | 0                       | 0      | 0      | –     | –      | 30    | 2      |
| Everton            | 2019/20            | Premier League     | 27    | 0      | 1             | 0             | 2                       | 0                       | –      | –      | –     | –      | 30    | 0      |
| Everton            | 2020/21            | Premier League     | 25    | 0      | 4             | 0             | 2                       | 0                       | –      | –      | –     | –      | 31    | 0      |
| Everton            | 2021/22            | Premier League     | 30    | 1      | 4             | 0             | 0                       | 0                       | –      | –      | –     | –      | 34    | 1      |
| Everton            | 2022/23            | Premier League     | 23    | 1      | 1             | 0             | 1                       | 0                       | –      | –      | 1     | 0      | 26    | 1      |
| Ogólnie w karierze | Ogólnie w karierze | Ogólnie w karierze | 360   | 23     | 33            | 3             | 16                      | 1                       | 6      | 2      | 6     | 0      | 421   | 29     |